# كلية تشرشل
كلية تشرشل (بالإنجليزية: Churchill College, Cambridge)‏ هي، تأسست في 1959، في المملكة المتحدة.

## من مشاهير الأساتذة
- جلعاد تسوكرمن: عالم لسانيات.